# Runddysse von Højby
Der Runddysse von Højby liegt am Stenstrupvej nordwestlich von Højby bei Holbæk in der Odsherred Kommune auf der dänischen Insel Seeland.
Der Runddysse liegt in einem 2,0 m hohen Hügel von etwa 15,0 m Durchmesser. Die etwa 2,0 m hohe, sechseckige Kammer des Polygonaldolmens misst etwa 2,0 × 2,12 m. Sie wird von fünf Tragsteinen mit Fliesendichtungen in den Zwischenräumen gebildet. Ein kolossaler Deckstein mit einigen Schälchen liegt auf. Auf der Südostseite liegt ein 0,42 m hoher Schwellenstein. Ein kurzer Gang mit je einem Seitenstein und einem Deckstein bildet den Zugang. Der Dolmen stammt aus der Jungsteinzeit etwa 3500–2800 v. Chr. und ist eine Megalithanlage der Trichterbecherkultur (TBK).
In der Nähe liegen der Langdysse von Toftebjerg und der Troldhøj.